# Ernst Hager (Philologe)
Ernst Achatius Hermann Hager (* 19. April 1847 in Elstra; † 22. Februar 1895 in Manchester) war ein deutscher Philologe und Goethe-Forscher.

## Leben
Hager war der Sohn eines Diakons und besuchte die  Fürstenschule Sankt Afra zu Meißen. Danach studierte er in Leipzig Philologie. Während des Studiums wurde er Mitglied der Landsmannschaft Afrania. Im Dezember 1869 wurde Hager mit der Dissertation "Quaestionum Hyperidearum capita duo" summa cum laude zum Dr. phil. promoviert. Hernach erhielt er einen Ruf an die Universität Manchester, deren erster ordentlicher Professor der deutschen Sprache und Literatur er wurde. Er gehörte zu den Autoren des von William Smith herausgegebenen Dictionary of Greek and Roman antiquities.